# Stimela (Band)
Stimela (dt.: Dampflokomotive) ist eine 1982 von Ray Phiri gegründete südafrikanische Mbaqanga-Gruppe. Sie wurde zur erfolgreichsten Band des Landes. Sämtliche Alben erreichten Gold- oder sogar Platin-Status.
Mitte der 1980er hörte Paul Simon Aufnahmen von Stimela und lud die Band 1986 zu den Sessions für sein anstehendes Graceland-Projekt ein, was dem Mbaqanga-Sound zu internationaler Bekanntheit verhalf. Im November 1986 wurde der Hit Whispers in the Deep von den Zensurbehörden aus dem Radio- und Fernsehprogramm genommen.
Stimela gewann mehrere South African Music Awards, zuletzt zwei SAMA-Awards 2011. 2017 starb Frontmann Ray Phiri.

## Diskografie
- 1982: Fire, Passion and Ecstacy
- 1983: Rewind (EP)
- 1985: Shadows Fear and Pain (EP)
- 1986: Look, Listen and Decide
- 1987: Unfinished Story
- 1988: Live!
- 1989: Trouble in the Land of Plenty
- 1991: Siyaya
- 1994: Khululani
- 1995: Don’t Ask Why
- 1995: Are You Ready (Live)
- 1995: The Unfinished Story / Fire Passion Ecstacy
- 1996: Out of the Ashes
- 2000: Steam Tracks (Best of)
- 2001: Live At The Market Theatre – 1st Half (Live)
- 2002: The 2nd Half (Live)
- 2010: A Lifetime …
- 2011: Turn on the Sun